# Laid-Back Camp
Laid-Back Camp (ゆるキャン△?, Yurukyan, lett. "Yurucamp"), è un manga scritto e disegnato da Afro, serializzato sul Manga Time Kirara Forward di Hōbunsha dal 23 maggio 2015 al 2019 per poi spostarsi sulla testata online Comic Fuz dal febbraio dello stesso anno dove tuttora prosegue la pubblicazione. Un adattamento anime, prodotto da C-Station, è stato annunciato per gennaio 2018 ed è disponibile sottotitolato in italiano su Crunchyroll.

## Trama
Cinque ragazze appassionate di campeggio si divertono viaggiando per molti luoghi in Giappone mangiando vari spuntini preparati da loro.

## Personaggi
Rin Shima (志摩 リン?, Shima Rin)
Doppiata da: Nao Tōyama
Rin eredita la sua passione per l'attività all'aria aperta dal nonno ma preferisce campeggiare in solitaria e in bassa stagione. Si sposta principalmente con il motorino coprendo distanze anche di 150km. Il suo cognome fa riferimento alla città di Shima.
Nadeshiko Kagamihara (各務原 なでしこ?, Kagamihara Nadeshiko)
Doppiata da: Yumiri Hanamori
Nadeshiko scopre di essere appassionata di campeggio grazie a Rin e si unisce quasi subito al club dell'apercolo, lei è quella che preferisce più di tutte campeggiare ed ha anche una forte passione per il cibo. Il suo cognome fa riferimento alla città di Kakamigahara.
Chiaki Ōgaki (大垣 千明?, Ōgaki Chiaki)
Doppiata da: Sayuri Hara
Presidentessa del Club delle Attività all'Aperto. Il suo cognome fa riferimento alla città di Ōgaki.
Aoi Inuyama (犬山 あおい?, Inuyama Aoi)
Doppiata da: Aki Toyosaki
Amica di Chiaki e inizialmente solo altro membro del Club delle Attività all'Aperto. Il suo cognome fa riferimento alla città di Inuyama.
Ena Saitō (斉藤 恵那?, Saitō Ena)
Doppiata da: Rie Takahashi
Migliore (o unica) amica di Rin. Ha un carattere tranquillamente gioviale e ama fare scherzi alle amiche acconciando i loro capelli in modi stravaganti. Apparentemente viene da una famiglia benestante. Il suo nome fa riferimento alla città di Ena.
Sakura Kagamihara (各務原 桜?, Kagamihara Sakura)
Doppiata da: Marina Inoue
Sorella maggiore di Nadeshiko; di lei la sorella dice che ama viaggiare guidando l'auto.
Nonno di Rin (リンの祖父?, Rin no sofu)
Doppiato da: Akio Ōtsuka
Nonno materno di Rin, grande appassionato di campeggio; regalandole la sua vecchia attrezzatura l'ha introdotta alla vita all'aria aperta, a cui lei si è appassionata.
Minami Toba (鳥羽 美波?, Toba Minami)
Doppiata da: Shizuka Itou
Supplente entrata nella scuola delle ragazze ad anno scolastico inoltrato, diviene più tardi, senza volerlo, supervisore del Club delle Attività all'Aperto; ma fa buon viso a cattivo gioco. Amante dell'alcool. Casualmente, aveva incontrato Rin e Nadeshiko a un campeggio, subito prima di prendere servizio.
Ryōko Toba (鳥羽 涼子?, Toba Ryōko)
Doppiata da: Sachi Kokuryu
La sorella di Minami, che spesso si accampa con lei. Le ragazze del club credevano inizialmente che fosse un maschio.
Ayano Toki (土岐綾乃?, Toki Ayano)
Doppiata da: Tomoyo Kurosawa
L'amica d'infanzia delle scuole medie di Nadeshiko.

## Media

### Manga
Il manga, scritto e disegnato da Afro, ha iniziato la serializzazione sulla rivista Manga Time Kirara Forward di Hōbunsha il 23 maggio 2015 per poi spostarsi sulla testata online Comic Fuz dal febbraio 2019. Il primo volume tankōbon è stato pubblicato il 12 novembre 2015 ed a marzo 2025 ne sono stati messi in vendita in tutto diciassette. In America del Nord i diritti sono stati acquistati da Yen Press.

#### Volumi
| Nº | Data di prima pubblicazione | Data di prima pubblicazione | Data di prima pubblicazione |
| Nº | Giapponese                  | Giapponese                  |                             |
| -- | --------------------------- | --------------------------- | --------------------------- |
| 1  | 12 novembre 2015            | ISBN 978-4-8322-4635-5      |                             |
| 2  | 12 luglio 2016              | ISBN 978-4-8322-4719-2      |                             |
| 3  | 10 febbraio 2017            | ISBN 978-4-8322-4804-5      |                             |
| 4  | 12 luglio 2017              | ISBN 978-4-8322-4851-9      |                             |
| 5  | 12 dicembre 2017            | ISBN 978-4-8322-4900-4      |                             |
| 6  | 12 marzo 2018               | ISBN 978-4-8322-4927-1      |                             |
| 7  | 11 ottobre 2018             | ISBN 978-4-8322-4983-7      |                             |
| 8  | 26 aprile 2019              | ISBN 978-4-8322-7092-3      |                             |
| 9  | 10 gennaio 2020             | ISBN 978-4-8322-7149-4      |                             |
| 10 | 12 marzo 2020               | ISBN 978-4-8322-7174-6      |                             |
| 11 | 7 gennaio 2021              | ISBN 978-4-8322-7240-8      |                             |
| 12 | 12 aprile 2021              | ISBN 978-4-8322-7269-9      |                             |
| 13 | 10 marzo 2022               | ISBN 978-4-8322-7352-8      |                             |
| 14 | 10 novembre 2022            | ISBN 978-4-8322-7415-0      |                             |
| 15 | 10 novembre 2023            | ISBN 978-4-8322-9501-8      |                             |
| 16 | 12 marzo 2024               | ISBN 978-4-8322-9529-2      |                             |
| 17 | 12 marzo 2025               | ISBN 978-4-8322-9621-3      |                             |

### Anime
Un adattamento anime di dodici episodi, diretto da Yoshiaki Kyōgoku e prodotto dallo studio C-Station, è stato trasmesso dal 4 gennaio al 22 marzo 2018. Jin Tanaka si è occupato della sceneggiatura della serie mentre Mutsumi Sasaki del character design. La sigla d'apertura è Shiny Days cantata da Asaka, brano che è stato pubblicato come singolo il 24 gennaio 2018, mentre quella di chiusura è Fuyubiyori (ふゆびより?) ed è interpretata da Eri Sasaki. La serie è stata pubblicata in tre volumi Blu-ray Disc/DVD tra il 28 marzo e il 25 luglio 2018, dove venne incluso anche un episodio OAV. Crunchyroll ha cofinanziato, concesso in licenza e ha distribuito la serie in simulcast in versione sottotitolata in vari Paesi fuori dall'Asia, tra cui l'Italia.
In seguito venne annunciato che una seconda stagione, un film d'animazione e una serie di corti erano in produzione. La serie di corti, intitolata Heya Camp, è stata trasmessa dal 6 gennaio al 23 marzo 2020. È stata diretta da Masato Jinbo, sceneggiata da Mutsumi Ito mentre il character design è stato curato da Mutsumi Sasaki. La supervisione è stata di Yoshiaki Kyōgoku mentre lo studio C-Station è tornato alla produzione. La sigla è The Sunshower cantata da Asaka. Un episodio speciale è stato allegato al volume Blu-ray Disc/DVD uscito il 27 maggio 2020. Una seconda stagione è stata trasmessa dal 7 gennaio al 1º aprile 2021. Anche la seconda stagione è stata distribuita da Crunchyroll in versione sottotitolata in vari Paesi fuori dall'Asia, tra cui l'Italia. La sigla d'apertura è Seize The Day cantata da Asaka mentre quella di chiusura è Next to Haru (はるのとなり?, Haru no tonari) interpretata da Eri Sasaki. Un ulteriore OAV è stato pubblicato il 28 luglio 2021.
Il film d'animazione è uscito in Giappone il 1º luglio 2022 e vede il ritorno degli stessi membri del cast e dello staff delle precedenti trasposizioni animate.
Una terza stagione è stata annunciata nell'ottobre 2022. La terza stagione è animata dallo studio 8-Bit e diretta da Shin Tosaka, con Masafumi Sugiura che si occupa della sceneggiatura e Hisanori Hashimoto del character design. È stata trasmessa dal 4 aprile al 20 giugno 2024. La sigla d'apertura è Laid-Back Journey (レイドバックジャーニー?, Reido Bakku Jānī) di Kiminone mentre quella di chiusura è So Precious di Asaka.
Una quarta stagione è stata annunciata nel novembre 2024.

#### Episodi

##### Laid-Back Camp

###### Prima stagione
| Nº    | Titolo italiano Giapponese 「Kanji」 - Rōmaji                                                                                   | In onda          | In onda |
| Nº    | Titolo italiano Giapponese 「Kanji」 - Rōmaji                                                                                   | Giapponese       |         |
| 1     | Il monte Fuji e il ramen al curry 「ふじさんとカレーめん」 - Fuji-san to karēmen                                                | 4 gennaio 2018   |         |
| 2     | Benvenute al Club di attività all'aperto! 「ようこそ 野クルへ」 - Yōkoso nokuru e                                               | 11 gennaio 2018  |         |
| 3     | Il monte Fuji e il campeggio con stufato gustoso 「ふじさんとまったりお鍋キャンプ」 - Fuji-san to mattari onabe Kyanpu          | 18 gennaio 2018  |         |
| 4     | L'apercolo e la campeggiatrice solitaria 「野クルとソロキャンガール」 - Nokuru to soro Kyan Gāru                                | 25 gennaio 2018  |         |
| 5     | Due campeggi, due panorami 「二つのキャンプ、二人の景色」 - Futari no Kyanpu, futari no keshiki                                 | 1º febbraio 2018 |         |
| 6     | Carne e i colori dell'autunno al lago misterioso 「お肉と紅葉と謎の湖」 - Oniku to kōyō to nazo no mizūmi                       | 8 febbraio 2018  |         |
| 7     | Una notte in riva al lago e campeggiatori 「湖畔の夜とキャンプの人々」 - Kohan no yoru to Kyanpu no hitobito                    | 15 febbraio 2018 |         |
| 8     | Gli esami, i caribù, i manju sono buoni 「テスト、カリブー、まんじゅううまい」 - Tesuto, karību, manjū umai                     | 22 febbraio 2018 |         |
| 9     | La notte del navigatore Nadeshiko e il vapore delle terme 「なでしこナビと湯けむリの夜」 - Nadeshiko nabi to yu kemu ri no yoru | 1º marzo 2018    |         |
| 10    | Viaggiatori goffi e riunioni in campeggio 「旅下手さんとキャンプ会議」 - Tabi heta-san to Kyanpu kaigi                          | 8 marzo 2018     |         |
| 11    | Campalizio! 「クリキャン！」 - Kurikyan!                                                                                        | 15 marzo 2018    |         |
| 12    | Il monte Fuji e le ragazze dell'Apercolo 「ふじさんとゆるキャンガール」 - Fuji-san to yuru kyangāru                             | 22 marzo 2018    |         |
| OAV 1 | 「へやキャン△episode0」 - Heya Kyan episode 0 – "Heya Camp Episode 0"                                                           | 28 marzo 2018    |         |
| OAV 2 | 「ほらキャン△」 - Hora Kyan – "Hora Camp"                                                                                       | 23 maggio 2018   |         |
| OAV 3 | 「サバキャン△」 - Saba Kyan – "Saba Camp"                                                                                       | 25 luglio 2018   |         |

###### Seconda stagione
| Nº | Titolo italiano Giapponese 「Kanji」 - Rōmaji                                                                                     | In onda          | In onda |
| Nº | Titolo italiano Giapponese 「Kanji」 - Rōmaji                                                                                     | Giapponese       |         |
| 1  | I ramen al curry sono i migliori compagni di viaggio! 「旅のおともにカレーめん」 - Tabi no otomoni karē men                       | 7 gennaio 2021   |         |
| 2  | La campeggiatrice solitaria di Capodanno 「大晦日のソロキャンガール」 - Ōmisoka no soro Kyan Gāru                                 | 14 gennaio 2021  |         |
| 3  | Campeggio a sorpresa e alcuni pensieri profondi 「たなばたキャンプと改めて思ったこと」 - Tanabata Kyanpu to aratamete omotta koto | 21 gennaio 2021  |         |
| 4  | Cosa compri con i soldi del part time? 「バイトのお金で何を買う？」 - Baito no okane de nani o kau?                               | 28 gennaio 2021  |         |
| 5  | Il Caribù e il lago Yamanaka 「カリブーくんと山中湖」 - Karibū-kun to Yamanakako                                                  | 4 febbraio 2021  |         |
| 6  | Capo Omama d'inverno 「大間々岬の冬」 - Ōmama misaki no fuyu                                                                      | 11 febbraio 2021 |         |
| 7  | I piani per il campeggio in solitaria di Nadeshiko 「なでしこのソロキャン計画」 - Nadeshiko no soro kyan keikaku                  | 18 febbraio 2021 |         |
| 8  | In campeggio da sole 「ひとりのキャンプ」 - Hitori no Kyanpu                                                                      | 25 febbraio 2021 |         |
| 9  | La fine dell'inverno e il giorno della partenza 「冬の終わりと出発の日」 - Fuyu no owari to shuppatsu no hi                       | 4 marzo 2021     |         |
| 10 | Il campeggio a Izu ha inizio! 「伊豆キャン！はじまり」 - Izu Kyan! Hajimari                                                       | 11 marzo 2021    |         |
| 11 | Il campeggio a Izu prosegue!! 「伊豆キャン！！ みちゆき」 - Izu Kyan!! Michiyuki                                                  | 18 marzo 2021    |         |
| 12 | Il campeggio a Izu e il compleanno!!! 「伊豆キャン!!! バースデー!」 - Izu Kyan!!! Bāsudē!                                         | 25 marzo 2021    |         |
| 13 | Eccoci a casa 「ただいま」 - Tadaima                                                                                              | 1º aprile 2021   |         |

###### Terza stagione
| Nº | Titolo italiano Giapponese 「Kanji」 - Rōmaji                                                                                        | In onda        | In onda |
| Nº | Titolo italiano Giapponese 「Kanji」 - Rōmaji                                                                                        | Giapponese     |         |
| 1  | Dove andiamo la prossima volta? 「次、どこ行こうか」 - Ji, doko ikou ka                                                              | 4 aprile 2024  |         |
| 2  | Mini campeggio e campeggio in giardino 「プチキャンと庭キャン」 - Puchikyan to niwakyan                                              | 11 aprile 2024 |         |
| 3  | Partenza! La terra dei ponti sospesi 「出発！ 吊り橋の国」 - Shuppatsu! Tsuribashi no kuni                                           | 18 aprile 2024 |         |
| 4  | L'attacco di Hatanagi!! La strada mortale dell'Inferno 「畑薙アタック！！ 地獄のデスロード」 - Hatanagi Atakku!! Jigoku no Desu Rōdo | 25 aprile 2024 |         |
| 5  | Fuochi da campo e festival del manzo 「焚き火と牛まつり」 - Takibi to ushi matsuri                                                   | 2 maggio 2024  |         |
| 6  | Ci rivedremo, a presto 「それじゃあまた、いつか」 - Sore jā mata, itsuka                                                             | 9 maggio 2024  |         |
| 7  | Ricordi del campeggio, tra esagerazioni e realtà 「ホラかホンマか回想キャンプ」 - Hora ka honmaka kaisō Kyanpu                       | 16 maggio 2024 |         |
| 8  | Che il food porn abbia inizio!! 「めしテロはじまるよ！！」 - Meshi tero hajimaru yo!!                                                | 23 maggio 2024 |         |
| 9  | Un giro e un'occhiata ai fiori di ciliegio 「ツーリングと桜めぐり」 - Tsūringu to sakura meguri                                      | 30 maggio 2024 |         |
| 10 | Chikuwa e i treni e il campeggio in solitaria di Chiaki 「ちくわと電車と千明のソロキャン」 - Chikuwa to densha to Chiaki no sorokyan | 6 giugno 2024  |         |
| 11 | Paesaggi dei ricordi 「思い出の風景」 - Omoide no fūkei                                                                              | 13 giugno 2024 |         |
| 12 | Il campeggio dei ciliegi in fiore 「４月２日、花見キャンプ」 - 4-tsuki 2-nichi, hanami Kyanpu                                        | 20 giugno 2024 |         |

##### Heya Camp
| Nº      | Titolo italiano Giapponese 「Kanji」 - Rōmaji                                                  | In onda          | In onda |
| Nº      | Titolo italiano Giapponese 「Kanji」 - Rōmaji                                                  | Giapponese       |         |
| 1       | Il mistero del tonno in scatola 「ツナ缶のなぞ」 - Tsunakan no nazo                            | 6 gennaio 2020   |         |
| 2       | Ci sono tanti monti Fuji 「ふじさんがたくさん」 - Fuji-san ga takusan                          | 13 gennaio 2020  |         |
| 3       | A tutta velocità! La tappa al lago Kawaguchi 「激走！河口湖ラリー」 - Gekisō! Kawaguchiko Rarī | 20 gennaio 2020  |         |
| 4       | Un giorno della vita di Shimarin 「ある日のしまりん」 - Aruhi no Shimarin                      | 27 gennaio 2020  |         |
| 5       | Insegnamenti: il monte Kachikachi 「真説・カチカチ山」 - Shinsetsu・Kachikachiyama             | 3 febbraio 2020  |         |
| 6       | A quel tempo, noi due... 「あのころは、ふたりとも」 - Ano koro wa, futari tomo                 | 10 febbraio 2020 |         |
| 7       | Operazione houtou 「ほうとう調理大作戦」 - Hōtō chōri daisakusen                               | 17 febbraio 2020 |         |
| 8       | Le bugie girano per tutto il mondo 「ホラは世界を越えて」 - Hora wa sekai wo koete             | 24 febbraio 2020 |         |
| 9       | La seconda guerra di Shizu-nashi 「静梨の乱 II」 - Shizunashi no ran II                        | 2 marzo 2020     |         |
| 10      | Le spaventose grotte di ghiaccio 「氷穴こわい」 - Hyōketsu kowai                               | 9 marzo 2020     |         |
| 11      | La fine del viaggio 「旅のおわり」 - Tabi no owari                                             | 16 marzo 2020    |         |
| 12      | Room Camp 「へや キャン」 - Heya Kyan                                                          | 23 marzo 2020    |         |
| Special | 「サウナとごはんと三輪バイク」 - Sauna to gohan to sanrin Bike – "Sauna, riso e triciclo"      | 29 aprile 2020   |         |

### Gioco
Dall'anime è stato tratto anche un gioco di carte.

### Dorama
A novembre 2019 è stato annunciato un adattamento dorama televisivo live action del manga. L'attrice Haruka Fukuhara interpreta Rin Shima mentre Yuno Ōhara, Momoko Tanabe, Yumena Yanai e Sara Shida interpretano rispettivamente i personaggi secondari Nadeshiko Kagamihara, Chiaki Ōgaki, Aoi Inuyama e Ena Saitō. Il dorama è stato trasmesso in anteprima su TV Tokyo il 9 gennaio 2020. La sigla iniziale Mabataki mo sezu ni (瞬きもせずに?) è cantata dalle H△G, mentre quella di chiusura è Replay della band Longman.

### Videogiochi
Un videogioco di realtà virtuale basato sulla serie, intitolato Laid-Back Camp Virtual (ゆるキャン△ VIRTUAL CAMP?, Yurukyan Bācharu Kyanpu), è stato sviluppato da Gemdrops. Il gioco è descritto come un'"avventura in campeggio virtuale" ed è disponibile in due versioni, una ambientata al lago Motosu e un'altra ambientata ai campeggio Fumoto sull'altopiano di Asagiri. È disponibile per Microsoft Windows, Nintendo Switch, PlayStation 4, iOS e Android e supporta il kit Nintendo Labo VR e gli accessori PlayStation VR. La versione lago Motosu è stata pubblicata il 4 marzo 2021 mentre quella del campeggio Fumoto è prevista per aprile 2021.
I protagonisti della serie sono apparsi insieme ad altri personaggi della rivista Manga Time Kirara nel gioco di ruolo per dispositivi mobili Kirara Fantasia uscito nel 2018 e come parte di una collaborazione nel gioco di baseball di Cinderella Nine nel 2019.

## Accoglienza
L'edizione inglese dei primi tre volumi del manga è stata inclusa nella lista Great Graphic Novels for Teens del 2019 dell'American Library Association. Il manga è stato anche nominato per un Eisner Award nella categoria "Migliore edizione statunitense di opere straniere – Asia" nel 2019.
Nel novembre 2019, il sito web Polygon ha nominato Laid-Back Camp come uno dei migliori anime degli anni 2010, descrivendolo come "il massimo del comfort dei slice of life", mentre Crunchyroll lo ha elencato nella lista "I 100 migliori anime degli anni 2010". IGN, a sua volta, ha definito Laid-Back Camp come una delle migliori serie anime degli anni 2010, affermando che è "una meravigliosa celebrazione della natura e dell'amicizia".